# Vektorwertige Funktion
Eine vektorwertige Funktion ist in der Mathematik eine Funktion, deren Zielmenge ein mehrdimensionaler Vektorraum ist. Vektorwertige Funktionen werden insbesondere in der mehrdimensionalen Analysis, der Differentialgeometrie und der Funktionalanalysis untersucht.

## Definition
Eine Funktion
{\displaystyle f\colon D\to V}
heißt vektorwertig, wenn ihre Zielmenge {\displaystyle V} ein Vektorraum ist. Insbesondere ist die Struktur der Definitionsmenge {\displaystyle D} nicht relevant, nur die der Zielmenge.
In vielen Fällen wird als Vektorraum der {\displaystyle \mathbb {R} ^{n}} verwendet, solche Funktionen heißen dann auch reell-vektorwertig. Ist der Vektorraum der {\displaystyle \mathbb {C} ^{n}}, so heißen die Funktionen analog komplex-vektorwertig.

## Beispiele
- Die Abbildung {\displaystyle f\colon \mathbb {R} \to \mathbb {R} ^{2}}, definiert durch

{\displaystyle f(x)={\begin{pmatrix}x^{2}\\-3x\end{pmatrix}}}
ist eine reell-vektorwertige Funktion.
- Die Parameterdarstellung einer Kurve in zwei oder mehr Dimensionen ist eine reell-vektorwertige Funktion von {\displaystyle \mathbb {R} } nach {\displaystyle \mathbb {R} ^{n}}.

- Eine vektorwertige Funktion {\displaystyle f\colon D\to \mathbb {R} ^{n}} wird im Fall {\displaystyle D\subseteq \mathbb {R} ^{n}} auch Vektorfeld genannt.

## Grenzwerte
Eine vektorwertige Funktion {\displaystyle f(t)}  nähert sich dem Betrag und der Richtung des Vektors {\displaystyle L}  an, wenn der Grenzwert der Funktion für {\displaystyle t\rightarrow a}   gleich {\displaystyle L} ist, das heißt: {\displaystyle \lim _{t\to a}{f}(t)=L}. Dies bedeutet, dass für jeden Wert von {\displaystyle \varepsilon >0} ein {\displaystyle \delta >0} existiert, sodass für alle {\displaystyle t} mit {\displaystyle 0<|t-a|} gilt: 
{\displaystyle |f(t)-L|<\varepsilon }.
Der Grenzwert einer vektorwertigen Funktion wird durch die Grenzwerte ihrer einzelnen Komponenten bestimmt. Wenn eine vektorwertige Funktion {\displaystyle f(x)} durch {\displaystyle n} reelle Funktionen {\displaystyle f_{1}(x),f_{2}(x),\ldots ,f_{n}(x)} definiert ist, deren Grenzwerte von {\displaystyle x\rightarrow a} existieren, dann ist der Grenzwert von {\displaystyle f(x)} der Vektor, dessen {\displaystyle i}-te Komponente den Grenzwert von {\displaystyle f_{i}(x)} ist. In anderen Worten:  {\displaystyle \lim _{x\to a}f(x)=\lim _{x\to a}f_{1}(x),\lim _{x\to a}f_{2}(x),\ldots ,\lim _{x\to a}f_{n}(x)}. Der Grenzwert einer vektorwertigen Funktion wird dementsprechend als ein Tupel von Grenzwerten ihrer einzelnen Komponenten dargestellt. 
Der Grenzwert der vektorwertigen Funktion {\displaystyle r(x)={\begin{pmatrix}f(x)\\g(x)\\h(x)\end{pmatrix}}} lautet: {\displaystyle \lim _{x\to a}r(x)={\begin{pmatrix}\lim _{x\to a}f(x)\\\lim _{x\to a}g(x)\\\lim _{x\to a}h(x)\end{pmatrix}}}

## Differenzialrechnung
Die Ableitung einer vektorwertigen Funktion {\displaystyle r(t)} ist definiert als: {\displaystyle {\frac {dr}{dt}}=r'(t)=\lim _{h\to 0}{\frac {r\cdot (t+h)-r(t)}{h}}}
Die Ableitung einer vektorwertigen Funktion wird durch die Ableitungen ihrer einzelnen Komponenten bestimmt. Wenn eine vektorwertige Funktion {\displaystyle f(x)} durch {\displaystyle n} reelle Funktionen {\displaystyle f_{1}(x),f_{2}(x),\ldots ,f_{n}(x)} definiert ist, deren Ableitungen existieren, dann ist die Ableitung von {\displaystyle f(x)} der Vektor, dessen {\displaystyle i}-te Komponente die Ableitung von {\displaystyle f_{i}(x)} ist. In anderen Worten:  {\displaystyle f'(x)=f_{1}'(x),f_{2}'(x),\ldots ,f_{n}'(x)}. Die Ableitung einer vektorwertigen Funktion wird dem unterliegend als ein Tupel von Grenzwerten ihrer einzelnen Komponenten dargestellt. Sei {\displaystyle f\colon \mathbb {R} ^{n}\to \mathbb {R} ^{m}} eine vektorwertige Funktion, die jedem Punkt im {\displaystyle n}-dimensionalen Raum einen {\displaystyle m}-dimensionalen Vektor {\displaystyle f(x)} zuordnet. Die Ableitung {\displaystyle f'(x)} ist dementsprechend eine {\displaystyle m} × {\displaystyle n} Matrix, welche die Änderungsrate von {\displaystyle f} im Punkt {\displaystyle x} beschreibt.
Die Ableitung der vektorwertigen Funktion {\displaystyle r(x)={\begin{pmatrix}f(x)\\g(x)\\h(x)\end{pmatrix}}} lautet: {\displaystyle r'(x)={\begin{pmatrix}f'(x)\\g'(x)\\h'(x)\end{pmatrix}}}
Der Einheits-Tangentenvektor {\displaystyle T(t)} von der vektorwertigen Funktion {\displaystyle r(t)}, welcher den Betrag {\displaystyle 1} hat und die Richtung der Vektorfunktion {\displaystyle r(t)} angibt, lässt sich darstellen durch {\displaystyle T(t)={\frac {r'(t)}{\lVert r'(t)\rVert }}}